# Prioritise Pleasure
Prioritise Pleasure è il secondo album in studio della musicista britannica Self Esteem, alias Rebecca Lucy Taylor, pubblicato il 22 ottobre 2021. Gran parte dell'album è stato scritto prima della pandemia di COVID-19, ma la sua registrazione è stata ritardata dai successivi lockdown. L'album è stato promosso da diversi singoli, tra cui il singolo principale, I Do This All the Time. Ha ricevuto elogi dalla critica, con molti che lo hanno inserito tra i migliori album del 2021, e si è classificato al numero 11 della UK Albums Chart. L'album è stato candidato al Mercury Prize 2022.
La canzone Still Reigning è stata utilizzata nel trailer del film The Outrun del 2024 di Nora Fingscheidt .

## Tracce
1. I'm Fine – 3:02 (Rebecca Lucy Taylor, Jacob Vetter, Johan Karlberg)
2. Fucking Wizardry – 3:52 (Taylor, Karlberg)
3. Hobbies 2 – 3:47 (Taylor, Karlberg, Mark Tieku, Oluwaseye Adelekan)
4. Prioritise Pleasure – 4:06 (Taylor, Karlberg, Vetter)
5. I Do This All the Time – 4:53 (Taylor)
6. Moody – 3:20 (Taylor, Karlberg)
7. Still Reigning – 3:49 (Taylor, Karlberg)
8. How Can I Help You – 2:22 (Taylor, Karlberg, Vetter)
9. It's Been a While – 3:04 (Taylor, Karlberg)
10. The 345 – 4:16 (Taylor, Karlberg)
11. John Elton – 2:50 (Taylor,)
12. You Forever – 3:45 (Taylor, Karlberg)
13. Just Kids – 2:19 (Taylor, Karlberg, Vetter)